# Tomogonus intortus
Tomogonus intortus är en mångfotingart som beskrevs av Demange 1971. Tomogonus intortus ingår i släktet Tomogonus och familjen Spirostreptidae. Inga underarter finns listade i Catalogue of Life.